# Мальгін Андрій Вікторович
Андрі́й Ві́кторович Мальгі́н (нар. 20 квітня 1958, Севастополь) — радянський і російський журналіст, літературознавець, літературний критик, видавець, підприємець.

## Життєпис
Народився в сім'ї офіцера військово-морського флоту. У віці одного місяця був перевезений батьками в Московську область, куди батька перевели по службі. Ще навчаючись у середній школі, почав публікуватися в «Комсомольській правді», в розділі «Алий парус», яким тоді керував Юрій Щекочихін і якого Мальгін вважає своїм першим вчителем у журналістиці.
1975 року вступив на міжнародне відділення факультету журналістики МДУ і 1977 року за студентським обміном був відправлений на навчання до Варшавського університету, на факультет журналістики і політичних наук. З Польщі надсилав статті про сучасну музику до журналів «Ровесник» і «Студентський меридіан», спільно з Тетяною Бодровою готував музичні програми радіостанції «Юність» Всесоюзного радіо. За його твердженням, був першим радянським журналістом, який взяв інтерв'ю в Еріка Клептона, який приїхав до Польщі з гастролями.
1980 року був висланий з Польщі за рішенням КДБ СРСР, після чого з великим трудом відновився на журфаку МДУ і протягом восьми років був невиїзним.
1982 року закінчив журфак МДУ і вступив на роботу у відділ літературознавства «Літературної газети». Опублікував багато статей і рецензій на книги сучасних авторів. Багато писав про молодих поетів (О. Парщиков, І. Жданов, О. Єрьоменко, М. Кудімова, О. Хлєбніков, В. Коркія), організовував їх літературні вечори. Вечір молодої поезії за участі музикантів Бориса Гребенщикова і Сергія Курьохіна, організований Мальгіним, був заборонений, коли публіка вже прибула до Центрального будинку працівників мистецтв, внаслідок чого в сусідніх з будівлею КДБ на Луб'янці провулках сталося щось на зразок стихійних заворушень. Після цього випадку звільнено з «Літературної газети». В 1986—1990 роках завідував відділом літератури і мистецтва газети «Тиждень», де активно публікував раніше заборонених авторів. Зокрема, там вперше після еміграції опубліковано твори Сергія Довлатова. Мальгін як публікатор емігрантської літератури не раз згадується в листуванні Довлатова, письменник подарував йому дві книги з такими написами: «Люблю я Андрія Мальгіна, що дуже дивно, не єврея» і «Люблю Андрія Мальгіна на тлі різного г…» Після смерті Довлатова Мальгін опублікував некролог у газеті «Московські новини».
З початком перебудови випустив кілька літературознавчих книг. Автор брошур «Поезія праці» (1986) і «Публіцистика в поезії (Роберт Рождественський і Євген Євтушенко)» (1988), а також збірки інтерв'ю з радянськими поетами «Бесіди про поему» (1990, включені інтерв'ю з Євтушенко, Рождественським, Левом Озеровым, Єгором Ісаєвим, Ігорем Шкляревським, Андрієм Вознесенським), опублікованих видавництвом «Знання» у масовій науково-популярній серії «Нове в житті, науці, техніці». 1990 року випустив окремим виданням більш розгорнутий нарис поезії Роберта Рождественського.
У березні 1990 року на перших демократичних виборах обраний депутатом Московської міської ради. 1990 року заснував суспільно-політичний журнал «Столиця» і став його головним редактором (до травня 1996 року). Надалі займався рекламним і видавничим бізнесом. Був співзасновником (третина частки) і до 2008 року видавцем газети безкоштовних оголошень «Центр Плюс», купленої згодом конкурентом-холдингом «Медіа3».
В лютому 1991 року опублікував у «Столиці» статтю «Найрадянськіший із поетів» (рос. Самый советский из поэтов), в якій виступив із звинуваченнями поета В. І. Лебедєва-Кумача в плагіаті тексту пісні «Священна війна». На його думку, автором цієї пісні є вчитель словесності з Рибінська О. А. Боде. У своїй статті Мальгін також звинуватив Лебедєва-Кумача в плагіаті фокстроту «Біля самовара» (рос. У самовара). Однак, як зазначає Г. А. Скороходов, платівка з цією піснею, записана 1934 року Л. О. Утьосовим, вийшла без зазначення автора, а ім'я Лебедєва-Кумача з'явилося на платівці 1975 року з подачі самого Утьосова. Музикознавець-історик, професор Євген Михайлович Левашов у своїй роботі підтверджує ці звинувачення в плагіаті.

## Письменник
2005 року Мальгін вперше виступив як прозаїк, опублікувавши у видавництві Kolonna publications гострий політичний роман-памфлет «Радник президента» (рос. Советник президента). Роман став бестселером, оглядачі ринку порівнювали його популярність із книгою Дена Брауна «Код да Вінчі».Книгу перекладено французькою та угорською мовами. Продовженням книги стала п'єса «Присядкін на тому світі», опублікована в збірнику «Путін.doc». Дмитро Биков відгукнувся про роман так:

«Шишкин ліс» відпочиває… Ви знайдете тут всіх — когось під прозорими псевдонімами, когось в гранично узагальненому вигляді, але мало не буде нікому. Чиновники Московської мерії, генії злодійства і зовсім азійського лизальництва; молоді гебешні вовки з президентської адміністрації; журналісти і шоумени, скурвлені прожектори перебудови і маразмуючі шістдесятники, хлопчики і дівчатка з розтлінної золотої молоді… нікого не пошкодував чоловік, який на початку дев'яностих щиро вірив у можливість якогось нового шляху! Всю силу свого розчарування вклав він у цю тристасторінкову книгу.Оригінальний текст (рос.)
«Шишкин лес» отдыхает… Вы найдете тут всех — иных под прозрачными псевдонимами, иных в предельно обобщённом виде, но мало не покажется никому. Чиновники Московской мэрии, гении воровства и совершенно азиатского лизательства; молодые гэбешные волки из президентской администрации; журналисты и шоумены, скурвившиеся прожектора перестройки и маразмирующие шестидесятники, мальчики и девочки из растленной золотой молодежи… никого не пожалел человек, который в начале девяностых искренне верил в возможность какого-то нового пути! Всю силу своего разочарования вложил он в эту трёхсотстраничную книгу.
— Д. Л. Быков. Собеседник № 2 (1052), 12—18.01.2005, с. 10
Автор сценарію телесеріалу Справа слідчого Нікітіна (2012).

## Блогер
Починаючи з 2005 року, за пропозицією видавця Дмитра Волчека почав вести власний блог у Живому Журналі. 2008 року опублікував окремим виданням записи свого блогу, в ряді випадків разом з коментарями інших користувачів.
12 жовтня 2011 року виклав на сервіс YouTube цитату з запису «Нашого радіо:» пісні Андрія Макаревича «До нас в Холуйово приїжджає Путін», у перші два дні її подивилося більше 100 000 осіб. 18 жовтня «Наше радіо», пославшись на порушення авторських прав, заблокувало відеозапис цієї пісні шляхом блокування облікового запису Мальгіна на ресурсі YouTube. До того часу ролик з піснею подивилися 250 тисяч користувачів, а запис передачі, в якій виконано пісню — 3800 осіб.

## Оцінки
Дмитро Биков вважає, що Мальгін — один з найкращих російських журналістів і редакторів, а Юлія Латиніна пише, що він «веде один з найкращих російських блогів у ЖЖ». Валерія Новодворська стверджувала:
Андрій Мальгін гідний найвищих почестей і найбільшої поваги, тому що мало знайдеться редакторів, які ось так вчинять, погодяться скоріше на загибель свого видання, ніж на зраду, швидше підуть в нікуди, ніж будуть служити справі ворожій. Оригінальний текст (рос.)
Андрей Мальгин достоин самых высоких почестей и самого большого уважения, потому что мало найдется редакторов, которые вот так поступят, согласятся скорее на гибель своего издания, чем на предательство, скорее уйдут в никуда, чем будут служить делу враждебному.— Валерія Новодворська. Друга «Столиця»(рос.)

## Родина
Андрій Мальгін одружений, дружина — Олена, донька Анастасія застрелилася 14 лютого 2008 року у віці 22 роки.
На початку 2009 року Мальгін з дружиною всиновили 11-місячну дитину Дмитрика, станом на 2011 рік проживає більшість часу з сім'єю у власному будинку в Тоскані, Італія, буваючи в Росії наїздами.